# Białobrzuszka czarnogłowa
Białobrzuszka czarnogłowa, barwinka czarnogłowa (Pionites melanocephalus) – gatunek średniej wielkości ptaka z rodziny papugowatych (Psittacidae), zamieszkujący północną część Ameryki Południowej. Nie jest zagrożony.

## Taksonomia
Gatunek ten zgodnie z zasadami nazewnictwa binominalnego został opisany w 1758 roku przez szwedzkiego przyrodnika Karola Linneusza w 10. edycji Systema Naturae jako Psittacus melanocephalus. Jako miejsce typowe autor błędnie wskazał Meksyk, co zostało później skorygowane na Caracas w Wenezueli. Obecnie (2021) Międzynarodowy Komitet Ornitologiczny (IOC) umieszcza gatunek w rodzaju Pionites; wyróżnia 2 podgatunki:
- P. m. melanocephalus (Linnaeus, 1758)
- P. m. pallidus (Berlepsch, 1889).

## Zasięg występowania
Poszczególne podgatunki zamieszkują:
- P. m. melanocephalus – południowo-wschodnia Kolumbia i południowa Wenezuela przez region Gujana po północną Brazylię.
- P. m. pallidus – południowa Kolumbia po północno-wschodnie Peru.

Zasięg występowania białobrzuszek czarnogłowych szacuje się na 4,14 mln km².

## Morfologia

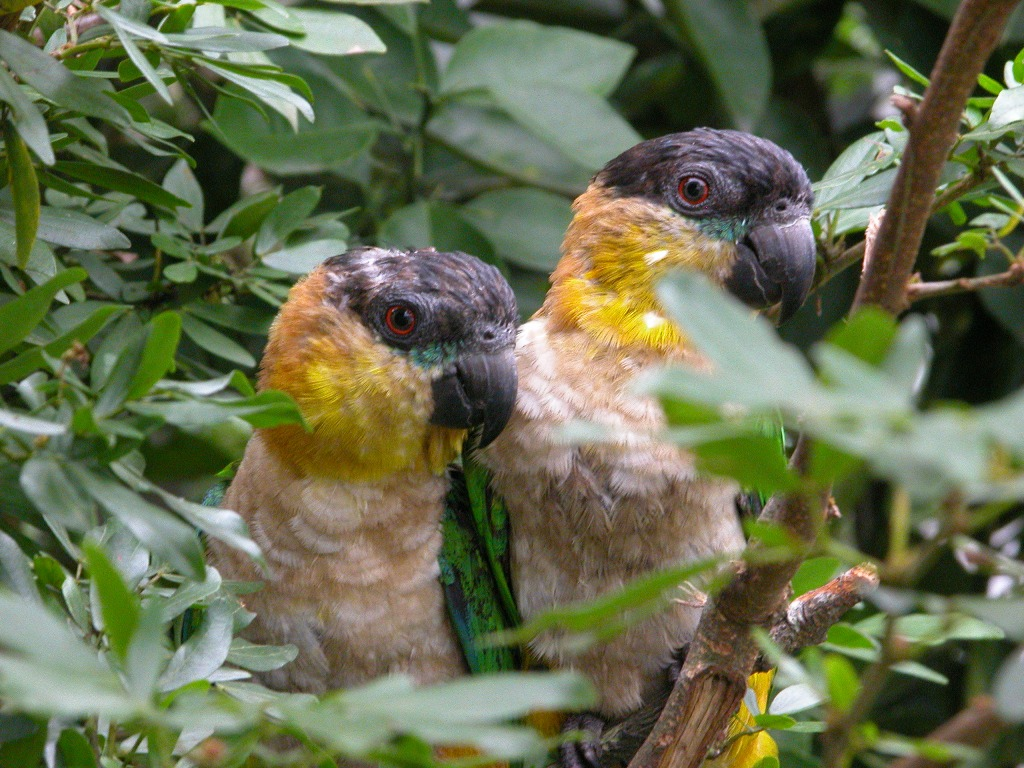
Białobrzuszki czarnogłowe na wolności

Długość ciała białobrzuszki czarnogłowej wynosi około 23 cm, masa ciała 130–170 g. Brak wyraźnego dymorfizmu płciowego. Wierzch i tył głowy oraz czoło są czarne. Policzki, gardło, uda i pokrywy podogonowe są żółtawopomarańczowe. Skrzydła ma zielone z wyjątkiem lotek, które są niebieskie. Zielone są także plecy i wierzch ogona, natomiast brzuch i pierś białe. Nogi i dziób są czarne, natomiast oczy czerwonopomarańczowe. Podgatunek P. m. pallidus w miejscach, gdzie w upierzeniu podgatunku nominatywnego występuje pomarańczowy, jest bardziej żółty, a brzuch i pierś są mniej białe. Młode osobniki mają niewyraźne żółte plamy na białopłowym brzuchu i piersi. W stosunku do innych gatunków papug, białobrzuszki mają bardziej pionową postawę.

## Ekologia i zachowanie
Środowiskiem życia białobrzuszek czarnogłowych są lasy do wysokości 800 m n.p.m. Żywią się nasionami, liśćmi, kwiatami, nektarem. Czasami jedzą także niektóre owady. Podczas żerowania jeden lub dwa osobniki w stadzie wypatrują zagrożenia. Ich grupy zazwyczaj są małe, zdarza się jednak, że liczą do 30 osobników. Nocują w otworach drzew. Ptaki te są głośne i towarzyskie.

### Lęgi
Według World Parrot Trust lęgi tych ptaków w Gujanie Francuskiej stwierdza się od grudnia do lutego, w Wenezueli – w kwietniu, w Kolumbii – od kwietnia do maja, a w Surinamie – od października do listopada. Samica składa 2–4 jaja. Według danych z niewoli inkubacja trwa około 25 dni. Młode opuszczają gniazdo w wieku 10 tygodni.

## Status
Międzynarodowa Unia Ochrony Przyrody (IUCN) uznaje białobrzuszkę czarnogłową za gatunek najmniejszej troski (LC – Least Concern) nieprzerwanie od 1988 roku. Liczebność populacji nie została oszacowana, ale ptak ten opisywany jest jako dość pospolity. BirdLife International ocenia trend liczebności populacji jako stabilny, ale jednocześnie wskazuje, że wylesianie Amazonii może się przyczynić do spadków liczebności. Gatunek ten jest ujęty w II załączniku konwencji waszyngtońskiej (CITES).
Białobrzuszki czarnogłowe są dość często spotykane w hodowlach.